# Houston Texans
A Houston Texans egy amerikaifutball-csapat az Amerikai Egyesült Államokban, a texasi Houstonban, amely megalakulása óta az NFL AFC konferenciájának déli csoportjában játszik.

## Története
A csapat alakulásáról 1999. október 6-án született döntés, a liga atlantai ülésén ugyanis 29–0 szavazataránnyal a Houston kapta meg a jogot a jelentkezők közül, hogy futballklubot alapítsanak. A döntés előzménye az volt, hogy 1997-ben a tulajdonos a város csapatát, a Houston Oilerst, Tennessee-be költöztette (az új neve ott Tennessee Titans lett). A régi csapat 1960-tól a város kedvence volt, és a liga a futballcsapat nélküli város kérelmét méltányolta. Másrészt Bob McNair, a reménybeli csapat tulajdonosa 700 millió dollárt ígért a ligának, ha sikeres lesz a pályázatuk.
Az előkészítő munkálatok azonnal megindultak. A névválasztással kapcsolatban a vezetés 2000-ben öt lehetőséget bocsátott a szurkolók rendelkezésére: Apollos, Bobcats, Stallions, Texans, Wildcatters, és a közvélemény-kutatás eredményeként az Apollos, a Stallions és a Texans nevek végeztek az élen. Ezek közül végül a Texansra esett a választás, amit 2000. szeptember 6-án jelentettek be. A dolog pikantériája az volt, hogy 1960 és 1962 között már működött Dallas Texans néven egy klub (ebből lett a Kansas City Chiefs), így McNairnek meg kellett egyeznie a kansasiak tulajdonosával, Lamar Hunttal, a névhasználat ügyében.
Ezután további két év telt el, hogy a csapat pályára léphessen. Első vezetőedzőjük Dom Capers, irányítójuk pedig David Carr volt. A klub vadonatúj stadionját, a Reliant Stadiont 2002. augusztus 24-én adták át, egy Miami Dolphins ellen vívott előszezoni (preseason, felkészülési) mérkőzéssel, ahol a vendégek győztek 24–3-ra. A Texans 2002. szeptember 8-án, a bemutatkozó bajnoki mérkőzésén, 69 604 néző előtt győzni tudott, mégpedig a Dallas Cowboyst verték 19–10-re. A folytatás már nem volt ennyire sikeres, mert a következő tizenöt meccsből mindössze hármat nyertek meg. A támadó egység eredménytelenségét jelzi az is, hogy az irányítójukat sem tudták megvédeni: Carrt a szezon során 76 alkalommal sackelték (vitték földre), ez a mai napig NFL-rekord. A következő idényekben lassú javulás mutatkozott: 2003-ban 5–11-es, 2004-ben 7–9-es mutatóval zártak. 2005-re a csapat játéka ismét összeomlott, ezért Chris Palmer offensive coordinátornak szezon közben felmondtak, és nyilvánvalóvá vált, hogy az új igazolások sem voltak szerencsések. Így zárták a 2005-ös szezont 2–14-gyel, az összes csapat közül a legrosszabb mutatóval. Ezt követően mindenki arra számított, hogy a drafton a város szülöttét, Vince Young irányítót, vagy Reggie Bush futót szerzik meg, ehelyett – hatalmas felháborodást kiváltva – a védő Mario Williams lett a kiválasztott.

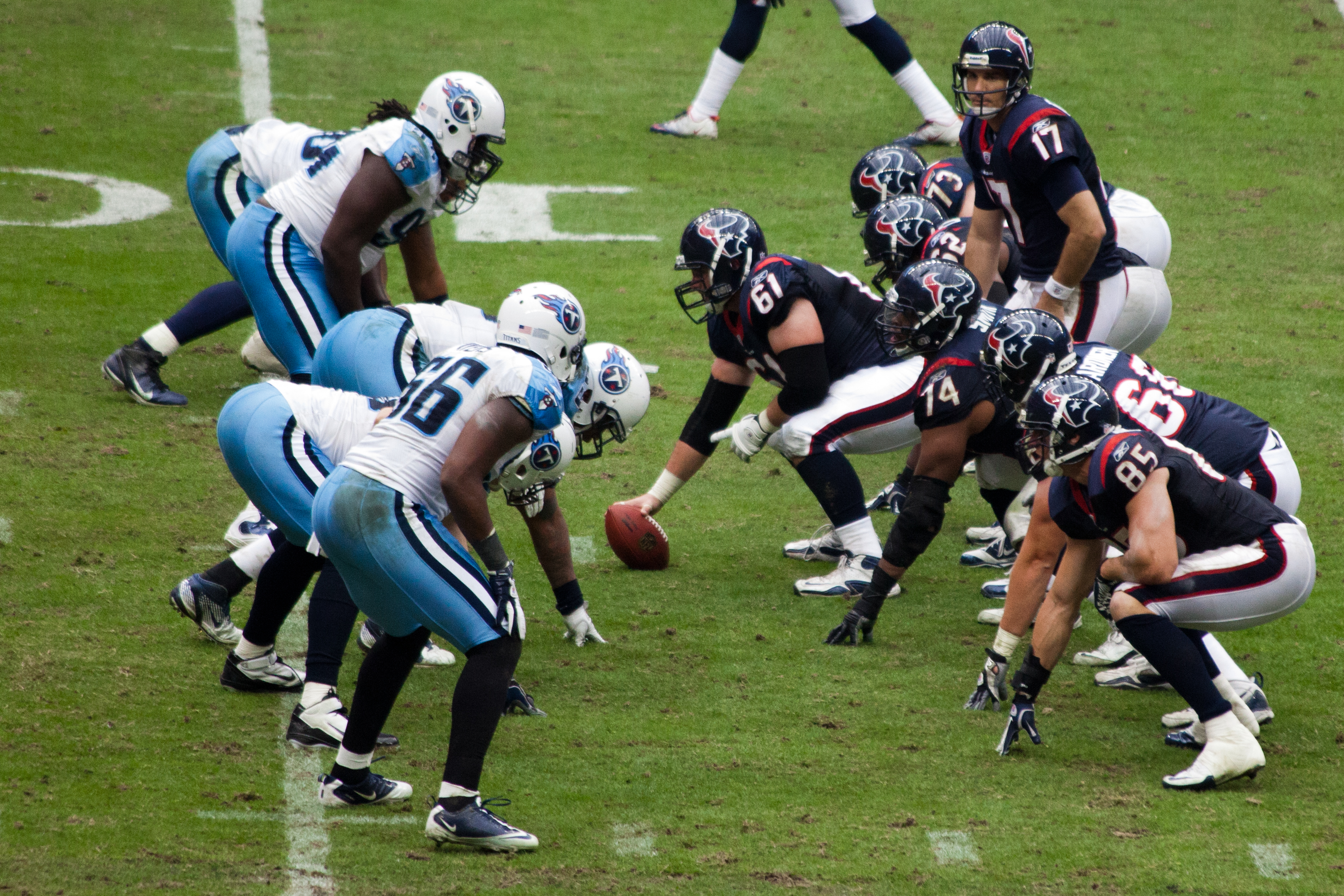
A Titans elleni mérkőzés 2012. január 1-jén

A klubhoz 2006-ban új vezérigazgató és új vezetőedző érkezett Rick Smith, illetve Gary Kubiak személyében. Az alapszakasz mérkőzésein Mario Williams remekül játszott ugyan (4,5 sack, 47 tackle), de a csapat 6–10-zel zárt. A hangulatot az is rontotta, hogy a nem kiválasztott Vince Young a szezon legjobb újonc irányítója lett a Tennessee Titansben, Reggie Bush-sal pedig a New Orleans Saints bejutott az NFC döntőjébe. 2007-ben elküldték Davidf Carr irányítót, és a helyére Matt Schaubot hozták az Atlanta Falconstól. A szezon jól is indult, a csapat két győzelemmel kezdett (Kansas City Chiefs, Carolina Panthers), de a jó folytatás elmaradt, nem kis részben sérülések miatt is. Ennek ellenére a mutatójuk ekkor lett a legjobb: 8–8. 2008-ban nagyon rosszul, négy vereséggel kezdtek, de a szezon végét ismét 8–8-as mutatóval zárták. A 2009-es szezon volt az első a klub történetében, hogy az alapszakaszt pozitív mutatóval, 9–7-tel tudták zárni, és csak a főcsoporton belüli 6–6 miatt nem vehettek részt a rájátszásban. A szezon végén Brian Cushingot az év bemutatkozó idényét játszó (Defensive Rookie of the Year) védőjének választották, Matt Schaubot pedig – immár ötödikként a Texansból – beválasztották a Pro Bowlba. A következő szezonra Rick Dennison offensive coordinator váltotta Kyle Shanahant, Kubiak szerződését pedig 2012-ig meghosszabbították. A szezonban aratott győzelme közül kiemelkedik a Tennessee Titans ellen elért 20–0-s hazai győzelem, a szezon végére azonban csak 6–10-es mutatót értek el. A csapat legeredményesebb játékosa, Arian Foster running back volt, aki 18 touchdownjával és összesen 1616 yardnyi futásával kategóriájában vezette az alapszakasz statisztikáját. A Pro Bowlba Fosteren kívül beválasztották még Vonta Leach fullbacket, Andre Johnson wide receivert is. A 2011-es NFL-szezon alapszakaszát a Houston nagyon jól, 10–6-os mutatóval zárta, és megnyerte a csoportját. A Houston először került be a playoffba, és a rájátszás kiemelésében az AFC harmadik helyét szerezte meg. 2011. január 7-én, a rájátszás első körében a Cincinnati Bengalst fogadták a Reliant Stadionban, és kiváló játékkal, rekordnak számító 71 725 néző előtt 31–10 arányban győzelmet arattak. Arian Foster két touchdown ért el és 153 yardot futott, Andre Johnson öt elkapásból 90 yardot futott és pontot szerzett, az újonc J.J. Watt pedig egy 29 yardos interception-visszahordásból volt eredményes.A második fordulóban már kikaptak a Baltimore Ravenstől, 20–13-ra. Ettől függetlenül, ez az idény volt a Houston Texans történetének legsikeresebb szezonja.